# Liste der Länderspiele der Faustballnationalmannschaft der DDR
 Die Liste der Länderspiele der Faustballnationalmannschaft der DDR der Frauen und Männer verzeichnet alle von den jeweiligen Auswahlen bestrittenen Spiele gegen andere nationale Auswahlmannschaften.
Die Frauen spielten lediglich zehn Länderspiele, kein einziges zwischen 1960 und 1990. Die Männer bestritten 44 Länderspiele, wobei nach der Europameisterschaft 1970 bis nach der politischen Wende 1990 kein weiteres ausgetragen wurde. Der Grund dafür liegt in dem Leistungssportbeschluss von 1969, der darauf abzielte, bestimmte Sportarten stärker zu fördern, um insbesondere bei den Olympischen Sommerspielen 1972 in München erfolgreicher abzuschneiden als die BRD. Die Höhe des ökonomischen Aufwandes je Medaille wurde der Maßstab für die Bewertung der Sportarten. Nach dem einige Sportarten, darunter auch Faustball, die keine olympischen Disziplinen waren oder keinen olympischen Medaillenerfolg erwarten ließen, aus den besonders geförderten Sportclubs ausgegliedert wurden und keinen Zugang zu den Kinder- und Jugendsportschulen erhielten, wurde auch der internationale Sportverkehr eingeschränkt, die finanziellen Mittel und das Personal zu Gunsten der geförderten Sportarten umgelenkt. Aufgrund der Einstellung der Förderung bestand auch im Faustball keine Basis für die Ausübung als Leistungssport.
Mannschaftsbetreuer Erich Reichenbach betreute die Frauenmannschaft von 1957 bis 1960, übernahm dann bis 1963 die Auswahl der Männer. Ab 1965 wurde sie von Horst Steudte betreut, der zuvor selbst Aktiver war. Auch der frühere Spieler Wolfgang Ehrlich wurde später Mannschaftsbetreuer; er übte diese Funktion bei allen Männerspielen des Jahres 1990 aus.

## Frauen
Die DDR bestritt zehn nationale Vergleichsspiele bei den Frauen. Alle Spiele fanden auf dem freien Feld statt. Acht Freundschaftsspiele fanden in den Jahren 1957 bis 1960 statt, die alle gewonnen wurden. Zwei weitere Spiele wurden im Rahmen eines 30 Jahre später stattgefundenen Drei-Länder-Vergleiches 1990 ausgetragen, die beide verloren gingen.

### Spiele
Spiel gewonnen Spiel verloren
| Nr. | Datum              | Austragungsort | Anlass                | Gegner         | Ergebnis | Kader |
| --- | ------------------ | -------------- | --------------------- | -------------- | -------- | --- |
| 1.  | 25. Mai 1957       | Linz           | Freundschaftsspiel    | Österreich     | 31:25    | Edith Brandis, Rosemarie Wehwer (beide Empor Barby), Renate Westphal, Renate Brümmer (beide Lok Schwerin), Gisela Steinbrecher (Motor West Suhl) Betreuer: Erich Reichenbach (Megu Leipzig)                                                                                          |
| 2.  | 26. Mai 1957       | Wien           | Freundschaftsspiel    | Österreich     | 30:21    | Edith Brandis, Rosemarie Wehwer (beide Empor Barby), Renate Westphal, Renate Brümmer, Gisela Christoph (alle Lok Schwerin), Gisela Steinbrecher (Motor West Suhl) Betreuer: Erich Reichenbach (Megu Leipzig)                                                                         |
| 3.  | 14. Juni 1957      | Glauchau       | Freundschaftsspiel    | Österreich     | 19:12    | Edith Brandis, Rosemarie Wehwer, Galina Trapp (alle Empor Barby), Christel Fuchs (Rotation Dresden-Mitte), Christa Ahrend (Einheit Rostock), Renate Westphal (Lok Schwerin) Betreuer: Erich Reichenbach (Megu Leipzig)                                                               |
| 4.  | 15. Juni 1957      | Hirschfelde    | Freundschaftsspiel    | Österreich     | 23:17    | Edith Brandis, Rosemarie Wehwer, Galina Trapp (alle Empor Barby), Christel Fuchs (Rotation Dresden-Mitte), Renate Westphal, Gisela Christoph (beide Lok Schwerin) Betreuer: Erich Reichenbach (Megu Leipzig)                                                                         |
| 5.  | 12. September 1957 | Graz           | Freundschaftsspiel    | Österreich     | 30:18    | Edith Brandis, Rosemarie Wehwer, Galina Trapp (alle Empor Barby), Renate Westphal (Lok Schwerin), Ursula Kuhn (ISG Hirschfelde), Christel Fuchs (Rotation Dresden-Mitte) Betreuer: Erich Reichenbach (Megu Leipzig)                                                                  |
| 6.  | 13. September 1957 | Wolfsberg      | Freundschaftsspiel    | Österreich     | 29:14    | Edith Brandis, Rosemarie Wehwer, Galina Trapp (alle Empor Barby), Renate Westphal (Lok Schwerin), Ursula Kuhn (ISG Hirschfelde), Christel Fuchs (Rotation Dresden-Mitte) Betreuer: Erich Reichenbach (Megu Leipzig)                                                                  |
| 7.  | 16. Juli 1960      | Hennigsdorf    | Freundschaftsspiel    | Österreich     | 50:16    | Edith Brandis, Galina Trapp (beide Empor Barby), Renate Westphal (Lok Schwerin), Ursula Aust (geb. Kuhn, ISG Hirschfelde), Ilse Hackert (Einheit Rostock), Christel Fuchs (Rotation Dresden-Mitte) Betreuer: Erich Reichenbach (Megu Leipzig)                                        |
| 8.  | 17. Juli 1960      | Schwerin       | Freundschaftsspiel    | Österreich     | 30:18    | Edith Brandis, Galina Trapp (beide Empor Barby), Renate Westphal (Lok Schwerin), Ursula Aust (geb. Kuhn, ISG Hirschfelde), Ilse Hackert (Einheit Rostock), Christel Fuchs (Rotation Dresden-Mitte) Betreuer: Erich Reichenbach (Megu Leipzig)                                        |
| 9.  | 23. Juni 1990      | Linz           | Drei-Verbände-Turnier | BR Deutschland | 21:34    | Susann Müller, Dagmar Stammann, Beate Wedel (alle Lok Schwerin), Silke Streichert, Marina Grunert (beide TSG Oberschöneweide), Diana Hoffmeister, Carola Dimter (beide SSV Rotation Berlin), Katrin Prengel (Einheit Steremat Berlin) Betreuer: Walter Wiedemann (Chemie Weißwasser) |
| 10. | 23. Juni 1990      | Linz           | Drei-Verbände-Turnier | Österreich     | 22:32    | Susann Müller, Dagmar Stammann, Beate Wedel (alle Lok Schwerin), Diana Hoffmeister, Carola Dimter (beide SSV Rotation Berlin) Betreuer: Walter Wiedemann (Chemie Weißwasser) |

### Bilanz
| Gegner         | Spiele | Siege | Niederlagen |
| -------------- | ------ | ----- | ----------- |
| Österreich     | 9      | 8     | 1           |
| BR Deutschland | 1      | 0     | 1           |
| Gesamt         | 10     | 8     | 2           |

### Spielerinnen und Betreuer
Es wurden in den zehn Länderspielen 19 Spielerinnen aus neun Vereinen eingesetzt.
| Name                   | Verein                  | Anzahl  | aktive Zeit |
| Spieler                | Spieler                 | Spieler | Spieler     |
| ---------------------- | ----------------------- | ------- | ----------- |
| Edith Brandis          | Empor Barby             | 8       | 1957–1960   |
| Renate Westphal        | Lok Schwerin            | 8       | 1957–1960   |
| Galina Trapp           | Empor Barby             | 6       | 1957–1960   |
| Christel Fuchs         | Rotation Dresden-Mitte  | 6       | 1957–1960   |
| Rosemarie Wehwer       | Empor Barby             | 6       | 0000–1960   |
| Ursula Aust, geb. Kuhn | ISG Hirschfelde         | 4       | 1957–1960   |
| Renate Brümmer         | Lok Schwerin            | 2       | 0000–1957   |
| Gisela Christoph       | Lok Schwerin            | 2       | 0000–1957   |
| Gisela Steinbrecher    | Motor West Suhl         | 2       | 0000–1957   |
| Ilse Hackert           | Einheit Rostock         | 2       | 0000–1960   |
| Susann Müller          | Lok Schwerin            | 2       | 0000–1990   |
| Dagmar Stammann        | Lok Schwerin            | 2       | 0000–1990   |
| Beate Wedel            | Lok Schwerin            | 2       | 0000–1990   |
| Diana Hoffmeister      | SSV Rotation Berlin     | 2       | 0000–1990   |
| Carola Dimter          | SSV Rotation Berlin     | 2       | 0000–1990   |
| Christa Ahrend         | Einheit Rostock         | 1       | 0000–1957   |
| Silke Streichert       | TSG Oberschöneweide     | 1       | 0000–1990   |
| Marina Grunert         | TSG Oberschöneweide     | 1       | 0000–1990   |
| Katrin Prengel         | Einheit Steremat Berlin | 1       | 0000–1990   |
| Betreuer               |                         |         |             |
| Erich Reichenbach      | Megu Leipzig            | 8       | 1957–1960   |
| Walter Wiedemann       | Chemie Weißwasser       | 2       | 0000–1990   |

## Männer
Alle Spiele der Männer fanden auf dem freien Feld statt.

### Spiele
Spiel gewonnen Spiel verloren
| Nr. | Datum              | Austragungsort       | Anlass                             | Gegner         | Ergebnis                  | Kader |
| --- | ------------------ | -------------------- | ---------------------------------- | -------------- | ------------------------- | --- |
| 1.  | 26. Mai 1956       | Dresden              | Freundschaftsspiel                 | Österreich     | 28:30 (13:12)             | Klaus Petzold, Horst Steudte, Manfred Aust (alle ISG Hirschfelde), Heinz Blume, Helmut Geißler (beide Wissenschaft Halle), ohne Einsatz: Siegfried Kahl (Megu Leipzig) Betreuer: Manfred Zabel (Megu Leipzig) |
| 2.  | 27. Mai 1956       | Zeitz                | Freundschaftsspiel                 | Österreich     | 30:22                     | Klaus Petzold, Horst Steudte, Manfred Aust (alle ISG Hirschfelde), Heinz Blume, Helmut Geißler (beide Wissenschaft Halle), ohne Einsatz: Siegfried Kahl (Megu Leipzig) Betreuer: Manfred Zabel (Megu Leipzig) |
| 3.  | 25. Mai 1957       | Linz                 | Freundschaftsspiel                 | Österreich     | 40:35                     | Klaus Petzold, Horst Steudte, Manfred Aust (alle ISG Hirschfelde), Heinz Blume, Helmut Geißler (beide Wissenschaft Halle), ohne Einsatz: Herbert Mahler (Wissenschaft Halle) Betreuer: Manfred Zabel (Megu Leipzig) |
| 4.  | 26. Mai 1957       | Wien                 | Freundschaftsspiel                 | Österreich     | 34:26                     | Klaus Petzold, Horst Steudte, Manfred Aust (alle ISG Hirschfelde), Heinz Blume, Helmut Geißler (beide Wissenschaft Halle), ohne Einsatz: Herbert Mahler (Wissenschaft Halle) Betreuer: Manfred Zabel (Megu Leipzig) |
| 5.  | 14. Juni 1958      | Glauchau             | Freundschaftsspiel                 | Österreich     | 35:30                     | Klaus Petzold, Horst Steudte, Manfred Aust, Wolfgang Lamprecht (alle ISG Hirschfelde), Alfred Rosenberger (Fortschritt Glauchau), ohne Einsatz: Egon Naumann, Helmut Geißler (beide Wissenschaft Halle) Betreuer: Manfred Zabel (Megu Leipzig)                                                                               |
| 6.  | 15. Juni 1958      | Hirschfelde          | Freundschaftsspiel                 | Österreich     | 42:22                     | Klaus Petzold, Horst Steudte, Manfred Aust, Wolfgang Lamprecht (alle ISG Hirschfelde), Alfred Rosenberger (Fortschritt Glauchau), Egon Naumann (Wissenschaft Halle), ohne Einsatz: Helmut Geißler (Wissenschaft Halle) Betreuer: Manfred Zabel (Megu Leipzig)                                                                |
| 7.  | 12. September 1959 | Graz                 | Freundschaftsspiel                 | Österreich     | 40:47                     | Klaus Petzold, Manfred Aust, Wolfgang Lamprecht, Dieter Wanke (alle ISG Hirschfelde), Alfred Rosenberger (Fortschritt Glauchau), Rolf Machmerth (Chemie Jena), ohne Einsatz: Egon Naumann (Wissenschaft Halle) Betreuer: Manfred Zabel (Megu Leipzig)                                                                        |
| 8.  | 13. September 1959 | Graz                 | Freundschaftsspiel                 | Österreich     | 46:42                     | Klaus Petzold, Manfred Aust, Wolfgang Lamprecht, Dieter Wanke (alle ISG Hirschfelde), Alfred Rosenberger (Fortschritt Glauchau), Rolf Machmerth (Chemie Jena), ohne Einsatz: Egon Naumann (Wissenschaft Halle) Betreuer: Manfred Zabel (Megu Leipzig)                                                                        |
| 9.  | 16. Juli 1960      | Hennigsdorf          | Freundschaftsspiel                 | Österreich     | 54:33                     | Klaus Petzold, Horst Steudte, Wolfgang Lamprecht, Roland Posselt (alle ISG Hirschfelde), Alfred Rosenberger (Fortschritt Glauchau), ohne Einsatz: Dieter Wanke (ISG Hirschfelde), Egon Naumann (Wissenschaft Halle) Betreuer: Erich Reichenbach (Megu Leipzig/Aufbau SW Leipzig)                                             |
| 10. | 17. Juli 1960      | Schwerin             | Freundschaftsspiel                 | Österreich     | 50:35                     | Klaus Petzold, Horst Steudte, Wolfgang Lamprecht, Roland Posselt (alle ISG Hirschfelde), Alfred Rosenberger (Fortschritt Glauchau), ohne Einsatz: Dieter Wanke (ISG Hirschfelde), Egon Naumann (Wissenschaft Halle), Rolf Machmerth (Chemie Jena) Betreuer: Erich Reichenbach (Megu Leipzig/Aufbau SW Leipzig)               |
| 11. | 1. Juli 1961       | Rudolstadt           | Freundschaftsspiel                 | Österreich     | 48:35                     | Gunther Fleischer (Rotation Dresden-Mitte), Dieter Wanke, Klaus Petzold (beide ISG Hirschfelde), Alfred Rosenberger (Fortschritt Glauchau), Eckhard Hesse (Empor Rudolstadt), ohne Einsatz: Wolfgang Ehrlich (BSG Chemie Zeitz) Betreuer: Manfred Zabel (Megu Leipzig)                                                       |
| 12. | 2. Juli 1961       | Köthen               | Freundschaftsspiel                 | Österreich     | 42:30                     | Wolfgang Ehrlich (BSG Chemie Zeitz), Eckhard Hesse (Empor Rudolstadt), Klaus Petzold, Dieter Wanke (beide ISG Hirschfelde), Alfred Rosenberger (Fortschritt Glauchau), Gunther Fleischer (Rotation Dresden-Mitte) Betreuer: Manfred Zabel (Megu Leipzig)                                                                     |
| 13. | 29. Juni 1963      | Rathenow             | Freundschaftsspiel                 | Österreich     | 49:33                     | Wolfgang Ehrlich, Paul Schimmer (beide BSG Chemie Zeitz), Eckhard Hesse (Empor Rudolstadt), Gunther Fleischer (Rotation Dresden-Mitte), Alfred Rosenberger (Fortschritt Glauchau), Erwin Vierrath (Lok Wittstock), ohne Einsatz: Manfred Aust (ISG Hirschfelde) Betreuer: Erich Reichenbach (Megu Leipzig/Aufbau SW Leipzig) |
| 14. | 30. Juni 1963      | Tangermünde          | Freundschaftsspiel                 | Österreich     | 51:38                     | Wolfgang Ehrlich, Paul Schimmer (beide BSG Chemie Zeitz), Eckhard Hesse (Empor Rudolstadt), Gunther Fleischer (Rotation Dresden-Mitte), Alfred Rosenberger, ohne Einsatz: Manfred Aust (ISG Hirschfelde), Erwin Vierrath (Lok Wittstock) Betreuer: Erich Reichenbach (Megu Leipzig/Aufbau SW Leipzig)                        |
| 15. | 21. August 1965    | Linz                 | Europameisterschaft (Hinspiel)     | BR Deutschland | 30:26                     | Wolfgang Ehrlich, Eberhard Gasse, Gerhard Beer (alle BSG Chemie Zeitz), Wolfgang Lamprecht, Manfred Aust, Roland Posselt (alle ISG Hirschfelde), Dieter Lehmann (Fortschritt Zittau) Betreuer: Horst Steudte (ISG Hirschfelde)                                                                                               |
| 16. | 21. August 1965    | Linz                 | Europameisterschaft (Hinspiel)     | Österreich     | 28:37                     | Wolfgang Ehrlich, Eberhard Gasse, Gerhard Beer (alle BSG Chemie Zeitz), Wolfgang Lamprecht, Manfred Aust, Roland Posselt (alle ISG Hirschfelde) Betreuer: Horst Steudte (ISG Hirschfelde) |
| 17. | 21. August 1965    | Linz                 | Europameisterschaft (Hinspiel)     | Italien        | 44:30                     | Wolfgang Ehrlich, Eberhard Gasse, Gerhard Beer (alle BSG Chemie Zeitz), Wolfgang Lamprecht, Manfred Aust, Roland Posselt (alle ISG Hirschfelde) Betreuer: Horst Steudte (ISG Hirschfelde) |
| 18. | 22. August 1965    | Linz                 | Europameisterschaft (Rückspiel)    | BR Deutschland | 26:35                     | Wolfgang Ehrlich, Eberhard Gasse, Gerhard Beer (alle BSG Chemie Zeitz), Wolfgang Lamprecht, Manfred Aust, Roland Posselt (alle ISG Hirschfelde) Betreuer: Horst Steudte (ISG Hirschfelde) |
| 19. | 22. August 1965    | Linz                 | Europameisterschaft (Rückspiel)    | Österreich     | 27:28                     | Wolfgang Ehrlich, Eberhard Gasse, Gerhard Beer (alle BSG Chemie Zeitz), Wolfgang Lamprecht, Manfred Aust (beide ISG Hirschfelde) Betreuer: Horst Steudte (ISG Hirschfelde) |
| 20. | 22. August 1965    | Linz                 | Europameisterschaft (Rückspiel)    | Italien        | 49:22                     | Wolfgang Ehrlich, Eberhard Gasse, Gerhard Beer (alle BSG Chemie Zeitz), Wolfgang Lamprecht, Manfred Aust, Roland Posselt (alle ISG Hirschfelde), Dieter Lehmann (Fortschritt Zittau) Betreuer: Horst Steudte (ISG Hirschfelde)                                                                                               |
| 21. | 24. August 1965    | Himberg              | Freundschaftsspiel                 | Österreich     | 34:27                     | Wolfgang Ehrlich, Eberhard Gasse, Gerhard Beer (alle BSG Chemie Zeitz), Wolfgang Lamprecht, Manfred Aust, Roland Posselt (alle ISG Hirschfelde), Dieter Lehmann (Fortschritt Zittau) Betreuer: Horst Steudte (ISG Hirschfelde)                                                                                               |
| 22. | 24. August 1965    | Himberg              | Freundschaftsspiel                 | Österreich     | 27:31                     | Wolfgang Ehrlich, Eberhard Gasse, Gerhard Beer (alle BSG Chemie Zeitz), Wolfgang Lamprecht, Manfred Aust, Roland Posselt (alle ISG Hirschfelde), Dieter Lehmann (Fortschritt Zittau) Betreuer: Horst Steudte (ISG Hirschfelde)                                                                                               |
| 23. | 23. Juli 1966      | Hohenstein-Ernstthal | Freundschaftsspiel                 | Österreich     | 51:33                     | Dieter Lehmann (Fortschritt Zittau), Eberhard Gasse, Gerhard Beer (beide BSG Chemie Zeitz), Roland Posselt, Manfred Aust (beide ISG Hirschfelde), Eckhard Hesse (Empor Rudolstadt) Betreuer: Horst Steudte (ISG Hirschfelde)                                                                                                 |
| 24. | 24. Juli 1966      | Eppendorf            | Freundschaftsspiel                 | Österreich     | 48:30                     | Wolfgang Ehrlich, Eberhard Gasse, Gerhard Beer (alle BSG Chemie Zeitz), Wolfgang Lamprecht, Manfred Aust, Roland Posselt (alle ISG Hirschfelde), Dieter Lehmann (Fortschritt Zittau) Betreuer: Horst Steudte (ISG Hirschfelde)                                                                                               |
| 25. | 6. Juni 1968       | Wels                 | Weltmeisterschaft (Vorrunde)       | Italien        | 54:20                     | Eberhard Gasse, Gerhard Beer (beide BSG Chemie Zeitz), Herbert Steudte, Manfred Aust, Roland Posselt (alle ISG Hirschfelde), Eckhard Hesse (Empor Rudolstadt) Betreuer: Horst Steudte (ISG Hirschfelde) |
| 26. | 7. Juni 1968       | Gallneukirchen       | Weltmeisterschaft (Vorrunde)       | Schweiz        | 45:24                     | Wolfgang Ehrlich, Eberhard Gasse, Gerhard Beer (alle BSG Chemie Zeitz), Herbert Steudte, Wolfgang Lamprecht, Roland Posselt (alle ISG Hirschfelde), Eckhard Hesse (Empor Rudolstadt) Betreuer: Horst Steudte (ISG Hirschfelde)                                                                                               |
| 27. | 7. Juni 1968       | Gallneukirchen       | Weltmeisterschaft (Vorrunde)       | Brasilien      | 34:27                     | Wolfgang Ehrlich, Eberhard Gasse, Gerhard Beer (alle BSG Chemie Zeitz), Wolfgang Lamprecht, Roland Posselt, Manfred Aust (alle ISG Hirschfelde), Eckhard Hesse (Empor Rudolstadt) Betreuer: Horst Steudte (ISG Hirschfelde)                                                                                                  |
| 28. | 8. Juni 1968       | Linz                 | Weltmeisterschaft (VS-Runde)       | BR Deutschland | 28:41                     | Wolfgang Ehrlich, Eberhard Gasse, Gerhard Beer (alle BSG Chemie Zeitz), Wolfgang Lamprecht, Roland Posselt (beide ISG Hirschfelde), Eckhard Hesse (Empor Rudolstadt) Betreuer: Horst Steudte (ISG Hirschfelde) |
| 29. | 8. Juni 1968       | Linz                 | Weltmeisterschaft (Kleines Finale) | Brasilien      | 36:30                     | Wolfgang Ehrlich, Eberhard Gasse, Gerhard Beer (alle BSG Chemie Zeitz), Herbert Steudte, Manfred Aust, Roland Posselt (beide ISG Hirschfelde) Betreuer: Horst Steudte (ISG Hirschfelde) |
| 30. | 5. September 1970  | Olten                | Europameisterschaft                | Österreich     | 32:22                     | Wolfgang Ehrlich, Gerhard Beer (beide BSG Chemie Zeitz), Jürgen Kern (Motor Schleusingen), Herbert Steudte, Roland Posselt (beide ISG Hirschfelde) Betreuer: Horst Steudte (ISG Hirschfelde) |
| 31. | 5. September 1970  | Olten                | Europameisterschaft                | BR Deutschland | 23:33                     | Wolfgang Ehrlich, Gerhard Beer (beide BSG Chemie Zeitz), Jürgen Kern (Motor Schleusingen), Herbert Steudte, Roland Posselt (beide ISG Hirschfelde) Betreuer: Horst Steudte (ISG Hirschfelde) |
| 32. | 6. September 1970  | Olten                | Europameisterschaft                | Italien        | 46:16                     | Rainer Ebermann, Herbert Steudte, Roland Posselt (alle ISG Hirschfelde), Gunther Knauer, Gerhard Beer (beide BSG Chemie Zeitz) Betreuer: Horst Steudte (ISG Hirschfelde) |
| 33. | 6. September 1970  | Olten                | Europameisterschaft                | Schweiz        | 40:25                     | Wolfgang Ehrlich, Gerhard Beer, Gunther Knauer (alle BSG Chemie Zeitz), Roland Posselt (ISG Hirschfelde), Wolfgang Kuchenreuther (Motor Greiz) Betreuer: Horst Steudte (ISG Hirschfelde) |
| 34. | 25. August 1990    | Winterthur           | Freundschaftsspiel                 | Schweiz        | 0:3 (8:15, 11:15, 10:15)  | Thomas Greßner, Dietmar Kammer (beide Lok „Erich Steinfurt“ Berlin), Helmut Pöge, Volker Kretschmer, Jochen Bitterlich, Detlef Sorge (alle Lok Dresden), Martin Schellschmidt (SG Bademeusel), Volker Bischoff (Traktor Bachfeld) Betreuer: Wolfgang Ehrlich (BSG Chemie Zeitz)                                              |
| 35. | 26. August 1990    | Kreuzlingen          | Freundschaftsspiel                 | Schweiz        | 0:3 (13:15, 10:15, 17:19) | Thomas Greßner (Lok „Erich Steinfurt“ Berlin), Volker Kretschmer, Jochen Bitterlich, Detlef Sorge (alle Lok Dresden), Martin Schellschmidt (SG Bademeusel), Volker Bischoff (Traktor Bachfeld) Betreuer: Wolfgang Ehrlich (BSG Chemie Zeitz)                                                                                 |
| 36. | 18. September 1990 | Zwettl               | Weltmeisterschaft (Qualifikation)  | Dänemark       | 50:8 (24:5)               | Volker Bischoff (Traktor Bachfeld), Thomas Greßner, André Grosser, Dietmar Kammer (alle Lok „Erich Steinfurt“ Berlin), Jochen Bitterlich, Volker Kretschmer, Detlef Sorge (alle Lok Dresden), Martin Schellschmidt (SG Bademeusel) Betreuer: Wolfgang Ehrlich (BSG Chemie Zeitz)                                             |
| 37. | 18. September 1990 | Zwettl               | Weltmeisterschaft (Qualifikation)  | Chile          | 32:23 (14:13)             | Volker Bischoff (Traktor Bachfeld), Thomas Greßner, André Grosser (beide Lok „Erich Steinfurt“ Berlin), Jochen Bitterlich, Volker Kretschmer, Detlef Sorge (alle Lok Dresden) Betreuer: Wolfgang Ehrlich (BSG Chemie Zeitz)                                                                                                  |
| 38. | 19. September 1990 | Kirchdorf            | Weltmeisterschaft (Qualifikation)  | Italien        | 35:18                     | Volker Bischoff (Traktor Bachfeld), Thomas Greßner, André Grosser, Dietmar Kammer (alle Lok „Erich Steinfurt“ Berlin), Jochen Bitterlich, Volker Kretschmer, Detlef Sorge (alle Lok Dresden), Martin Schellschmidt (SG Bademeusel) Betreuer: Wolfgang Ehrlich (BSG Chemie Zeitz)                                             |
| 39. | 19. September 1990 | Kirchdorf            | Weltmeisterschaft (Qualifikation)  | Chile          | 37:19                     | Volker Bischoff (Traktor Bachfeld), Thomas Greßner, André Grosser, Dietmar Kammer (alle Lok „Erich Steinfurt“ Berlin), Jochen Bitterlich, Volker Kretschmer, Detlef Sorge (alle Lok Dresden), Martin Schellschmidt (SG Bademeusel) Betreuer: Wolfgang Ehrlich (BSG Chemie Zeitz)                                             |
| 40. | 20. September 1990 | Linz                 | Weltmeisterschaft (Vorrunde)       | Brasilien      | 21:29                     | Volker Bischoff (Traktor Bachfeld), Thomas Greßner, André Grosser (beide Lok „Erich Steinfurt“ Berlin), Jochen Bitterlich, Volker Kretschmer, Detlef Sorge (alle Lok Dresden) Betreuer: Wolfgang Ehrlich (BSG Chemie Zeitz)                                                                                                  |
| 41. | 20. September 1990 | Linz                 | Weltmeisterschaft (Vorrunde)       | Österreich     | 20:28                     | Volker Bischoff (Traktor Bachfeld), Thomas Greßner, André Grosser (beide Lok „Erich Steinfurt“ Berlin), Jochen Bitterlich, Volker Kretschmer, Detlef Sorge (alle Lok Dresden) Betreuer: Wolfgang Ehrlich (BSG Chemie Zeitz)                                                                                                  |
| 42. | 21. September 1990 | Wien                 | Weltmeisterschaft (Vorrunde)       | Namibia        | 39:17                     | Volker Bischoff (Traktor Bachfeld), Thomas Greßner, André Grosser, Dietmar Kammer (alle Lok „Erich Steinfurt“ Berlin), Jochen Bitterlich, Volker Kretschmer, Detlef Sorge (alle Lok Dresden), Martin Schellschmidt (SG Bademeusel) Betreuer: Wolfgang Ehrlich (BSG Chemie Zeitz)                                             |
| 43. | 22. September 1990 | Vöcklabruck          | Weltmeisterschaft (Platzierung)    | Chile          | 33:20                     | Volker Bischoff (Traktor Bachfeld), Thomas Greßner, André Grosser, Dietmar Kammer (alle Lok „Erich Steinfurt“ Berlin), Jochen Bitterlich, Volker Kretschmer, Detlef Sorge (alle Lok Dresden), Martin Schellschmidt (SG Bademeusel) Betreuer: Wolfgang Ehrlich (BSG Chemie Zeitz)                                             |
| 44. | 23. September 1990 | Vöcklabruck          | Weltmeisterschaft (um Platz 5)     | Argentinien    | 27:23                     | Volker Bischoff (Traktor Bachfeld), Thomas Greßner, André Grosser (beide Lok „Erich Steinfurt“ Berlin), Jochen Bitterlich, Volker Kretschmer, Detlef Sorge (alle Lok Dresden) Betreuer: Wolfgang Ehrlich (BSG Chemie Zeitz)                                                                                                  |

### Bilanz
| Gegner         | Spiele | Siege | Niederlagen |
| Österreich     | 22     | 16    | 6           |
| Italien        | 5      | 5     | 0           |
| BR Deutschland | 4      | 1     | 3           |
| Schweiz        | 4      | 2     | 2           |
| Chile          | 3      | 3     | 0           |
| Brasilien      | 3      | 2     | 1           |
| Namibia        | 1      | 1     | 0           |
| Argentinien    | 1      | 1     | 0           |
| Dänemark       | 1      | 1     | 0           |
| Gesamt         | 44     | 32    | 12          |

### Spieler und Betreuer
Gezählt wurden die Einsätze in den oben genannten Spielen ohne bloße Nominierungen.
| Name                   | Verein                         | Anzahl  | aktive Zeit |
| Spieler                | Spieler                        | Spieler | Spieler     |
| ---------------------- | ------------------------------ | ------- | ----------- |
| Manfred Aust           | ISG Hirschfelde                | 21      | 1956–1968   |
| Roland Posselt         | ISG Hirschfelde                | 20      | 1960–1970   |
| Wolfgang Ehrlich       | BSG Chemie Zeitz               | 19      | 1961–1970   |
| Gerhard Beer           | BSG Chemie Zeitz               | 19      | 1965–1970   |
| Wolfgang Lamprecht     | ISG Hirschfelde                | 18      | 1958–1968   |
| Eberhard Gasse         | BSG Chemie Zeitz               | 15      | 1965–1968   |
| Thomas Greßner         | Lok „Erich Steinfurt“ Berlin   | 11      | 0000–1990   |
| Volker Kretschmer      | Lok Dresden                    | 11      | 0000–1990   |
| Jochen Bitterlich      | Lok Dresden                    | 11      | 0000–1990   |
| Detlef Sorge           | Lok Dresden                    | 11      | 0000–1990   |
| Volker Bischoff        | Traktor Bachfeld               | 11      | 0000–1990   |
| Klaus Petzold          | ISG Hirschfelde                | 10      | 1956–1961   |
| Alfred Rosenberger     | Fortschritt Glauchau           | 10      | 1958–1963   |
| Eckhard Hesse          | Empor Rudolstadt               | 9       | 1961–1968   |
| André Grosser          | Lok „Erich Steinfurt“ Berlin   | 9       | 0000–1990   |
| Horst Steudte          | ISG Hirschfelde                | 8       | 1956–1960   |
| Martin Schellschmidt   | SG Bademeusel                  | 7       | 0000–1990   |
| Dieter Wanke           | ISG Hirschfelde                | 6       | 1959–1961   |
| Dieter Lehmann         | Fortschritt Zittau             | 6       | 1965–1966   |
| Dietmar Kammer         | Lok „Erich Steinfurt“ Berlin   | 6       | 0000–1990   |
| Heinz Blume            | Wissenschaft Halle             | 4       | 1956–1957   |
| Helmut Geißler         | Wissenschaft Halle             | 4       | 1956–1957   |
| Gunther Fleischer      | Rotation Dresden-Mitte         | 4       | 1961–1963   |
| Rolf Machmerth         | Chemie Jena                    | 2       | 0000–1959   |
| Paul Schimmer          | BSG Chemie Zeitz               | 2       | 0000–1963   |
| Jürgen Kern            | Motor Schleusingen             | 2       | 0000–1970   |
| Gunther Knauer         | BSG Chemie Zeitz               | 2       | 0000–1970   |
| Egon Naumann           | Wissenschaft Halle             | 1       | 0000–1958   |
| Erwin Vierrath         | Lok Wittstock                  | 1       | 0000–1963   |
| Rainer Ebermann        | ISG Hirschfelde                | 1       | 0000–1970   |
| Wolfgang Kuchenreuther | Motor Greiz                    | 1       | 0000–1970   |
| Helmut Pöge            | Lok Dresden                    | 1       | 0000–1990   |
| Betreuer               |                                |         |             |
| Horst Steudte          | ISG Hirschfelde                | 19      | 1965–1970   |
| Wolfgang Ehrlich       | BSG Chemie Zeitz               | 11      | 0000–1990   |
| Manfred Zabel          | Megu Leipzig                   | 10      | 1956–1961   |
| Erich Reichenbach      | Megu Leipzig/Aufbau SW Leipzig | 4       | 1960–1963   |